# Rdestice hustolistá
Rdestice hustolistá (Groenlandia densa (L.) Fourr.), někdy též uváděná jako rdest hustolistý, je druh jednoděložné rostliny z čeledi rdestovité (Potamogetonaceae). Rod rdestice je monotypický, obsahuje pouze tento jediný druh.

## Popis
Jedná se o jednoletou až vytrvalou vodní rostlinu s oddenky. Je to jednodomá rostlina s oboupohlavnými květy. Listy jsou jen ponořené, jednoduché, přisedlé, vstřícné, vzácněji v 3-četných přeslenech (na rozdíl od rdestů rodu Potamogeton, které mají listy většinou střídavé). Čepele jsou vejčité až kopinaté, na bázi horních listů jsou palisty. Květy jsou uspořádány do drobných chudokvětých (často jen dvoukvětých) klasů, které jsou umístěny v paždí listů, stopka plodenství se po odkvětu silně ohýbá. Okvětí je nenápadné, skládá se ze 4 okvětních lístků, někteří autoři však považují tyto okvětní lístky za přívěsky tyčinek. Tyčinky jsou 4. Gyneceum je složeno ze 4 plodolistů, je apokarpní, semeník je svrchní. Plod je spíše dužnatý, jedná se o nažku, nebo bobuli (záleží na pojetí), na vrcholu plodu je drobný háčkovitý zobánek.

## Synonyma
- Potamogeton densus L.

## Taxonomická poznámka
Někteří autoři řadí druh do rodu Potamogeton (rdest)

## Rozšíření ve světě
Rdestice hustolistá je ostrůvkovitě rozšířena v Evropě a v Asii.

## Rozšíření v Česku
V ČR dříve rostla rdestice velmi vzácně ve středních a východních Čechách. Dnes je to extrémně vzácný a kriticky ohrožený druh, C1. Rostl nejčastěji v mírně tekoucích čistých vodách nebo v čistých rybnících. Dnes už pouze na jediné lokalitě ležící asi 3 km od Kutné Hory - Národní přírodní památka Rybníček u Hořan nad vsí Hořany (dnes část obce Miskovice).